# Cratera imbiri
Cratera imbiri ist eine Art der Landplanarien in der Gattung Cratera, die in Brasilien gefunden wurde.

## Merkmale
Cratera imbiri hat kriechend eine Länge von 38 Millimetern und eine Breite von 2,5 Millimetern Über fast die gesamte Körperlänge sind die Seitenränder parallel, Vorder- und Hinterende sind abgerundet. Die Rückenseite ist leicht konvex, die Bauchseite flach. Auf dem Rücken befindet sich ein breiter, mittig gelegener Längsstreifen, der schwefelgelb ist. Dieser wird von zwei khakigrauen, breiten Steifen gerahmt, die Seitenränder sind cremefarben. Das vordere Viertel des Körpers ist sowohl rücken- als auch bauchseits korallenrot. Ansonsten zeigt die Bauchseite eine cremefarbene Färbung. Die vielen Augen sind in einer einzigen Reihe vom Vorder- bis zum Hinterende angeordnet.
Zum Kopulationsapparat gehört eine permanente Penispapille. Das weibliche Atrium genitale ist etwa dreimal länger als das männliche Atrium.

## Etymologie
Das Artepitheton imbiri nimmt Bezug auf den alten Namen des Ortes Campos do Jordão, Vila de São Matheus do Imbiri, wo die Art gefunden wurde.

## Verbreitung
Der Holotyp wurde Parque Estadual de Campos do Jordão im brasilianischen Bundesstaat São Paulo entdeckt.